# Stenotypist

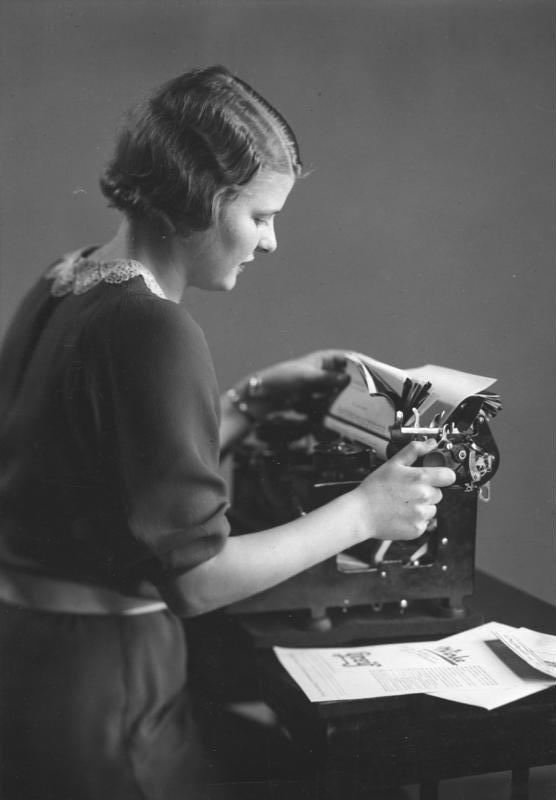
Stenotypistin bei der Arbeit an der Schreibmaschine, 1937

Stenotypist ist ein Schreibberuf, der hauptsächlich in Büros ausgeübt wird. Dabei nehmen die meist im Angestelltenstatus Arbeitenden gesprochenen Text (z. B. Geschäftsbriefe oder Diskussionsbeiträge) stenografisch auf und übertragen den Text anschließend in Schriftsätze. Dabei benutzen sie Schreibmaschinen und moderne PC-Systeme mit entsprechenden Textverarbeitungsprogrammen.
Die meisten Stenotypisten waren Stenotypistinnen – dieser Beruf war einer der ersten im Angestelltenstatus, der jungen Frauen nach 1918 offen stand.

## Arbeit
Falls erforderlich, rufen sie Textbausteine nach Vorgabe ab und setzen diese zu Standardbriefen zusammen. Sie kontrollieren ihre fertigen Schriftsätze auf Vollständigkeit und Orthografie und leiten sie weiter. Soweit sie am PC arbeiten, speichern sie ihre Arbeit nach den jeweiligen Vorgaben.
Im Englischen bezeichnet das Wort typist eine mit der Maschine schreibende (englisch to type) Person. Der klassische Stenotypist wird dort jedoch shorthand typist genannt.

## Geschichte

### Zwischenkriegszeit 1918–1939

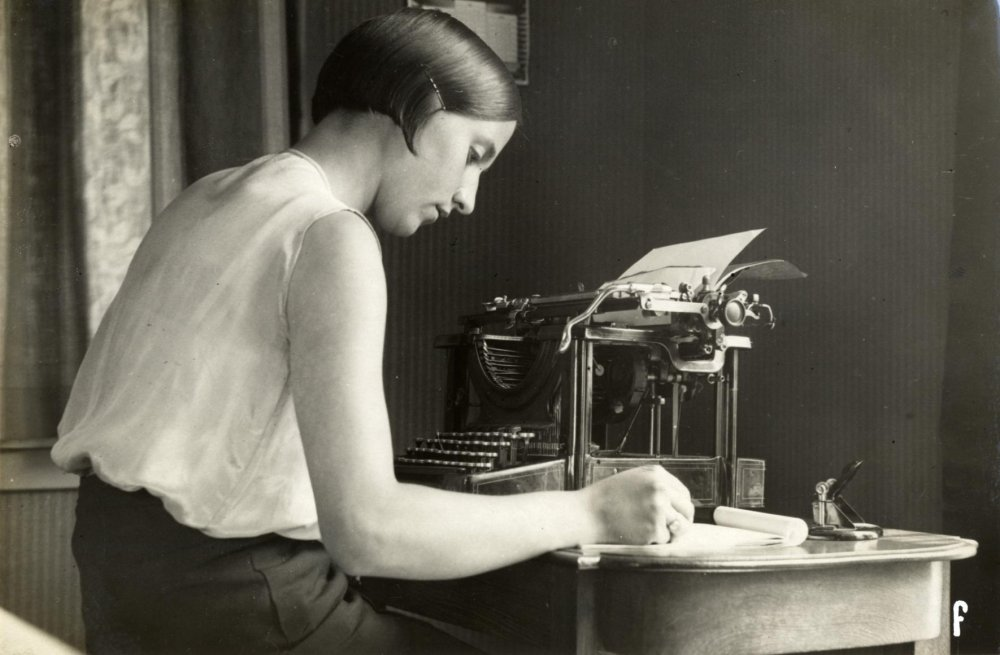
Die niederländische Leichtathletin Cor Aalten als Stenotypistin bei der Silbermanufaktur Gerritsen & Van Kempen in Zeist – 1932

Die Stenotypistin ist eine Figur, die in zahlreichen literarischen Werken und Filmen der Zwischenkriegszeit dargestellt wird. Das hat einen historischen Hintergrund, denn in Deutschland war die Zahl der weiblichen kaufmännischen Angestellten zwischen 1907 und 1925 um 501 % (auf 276.000) angewachsen. Dieser Beruf stand auch Frauen aus bürgerlichen Familien offen, denn er war einerseits kein 'proletarischer', andererseits "erforderte [er] keine aufwendige Qualifikation". Dabei war die Bezahlung außerordentlich gering, beinahe die Hälfte aller weiblichen Büroangestellten unter 25 Jahren verdienten ein Gehalt, das unter dem Existenzminimum lag – und zwei Drittel aller weiblichen Büroangestellten waren unter 25 Jahre alt.

### Heute
Noch bis vor einigen Jahren galt Stenotypist als eigenständiger Beruf. Heute handelt es sich in der Regel nur noch um eine Zusatzqualifikation, die meist von Sekretären oder Fachkaufleuten für Büromanagement angestrebt wird. In der Prüfung für Stenotypisten werden je nach prüfender Kammer verschiedene Anforderungen an die Prüflinge gestellt. Meist werden hohe Schreibfertigkeiten in Kurzschrift (ca. 150 Silben pro Minute) und 10-Finger-Schnellschreiben (ca. 210 Anschläge pro Minute) sowie überdurchschnittliche Kenntnisse in der Textverarbeitung (vor allem Formgestaltung) verlangt.
Verschiedene Bildungsträger bieten Kurse zur Vorbereitung auf die Kammerprüfung an.

## Die Stenotypistin als Figur in der Literatur
- Joe Lederer: Das Mädchen George. Roman. Berlin: Wegweiser Verlag 1928. Digitalisat (PDF, 21,1 MB); Neuausgabe: Igel Verlag, Hamburg 2008, ISBN 978-3-86815-035-3
- Paula Schlier: Petras Aufzeichnungen oder Konzept einer Jugend nach dem Diktat der Zeit. Innsbruck: Brenner-Verlag 1926 (Neuauflage Salzburg / Wien: Otto Müller 2018)
- Christa Anita Brück: Schicksale hinter Schreibmaschinen. Roman. 1. Auflage. Sieben – Stäbe – Verlag und Druckereigesellschaft, Berlin 1930.

Siehe auch: Parlamentsstenografie